# Jeremias Friedrich Reuß

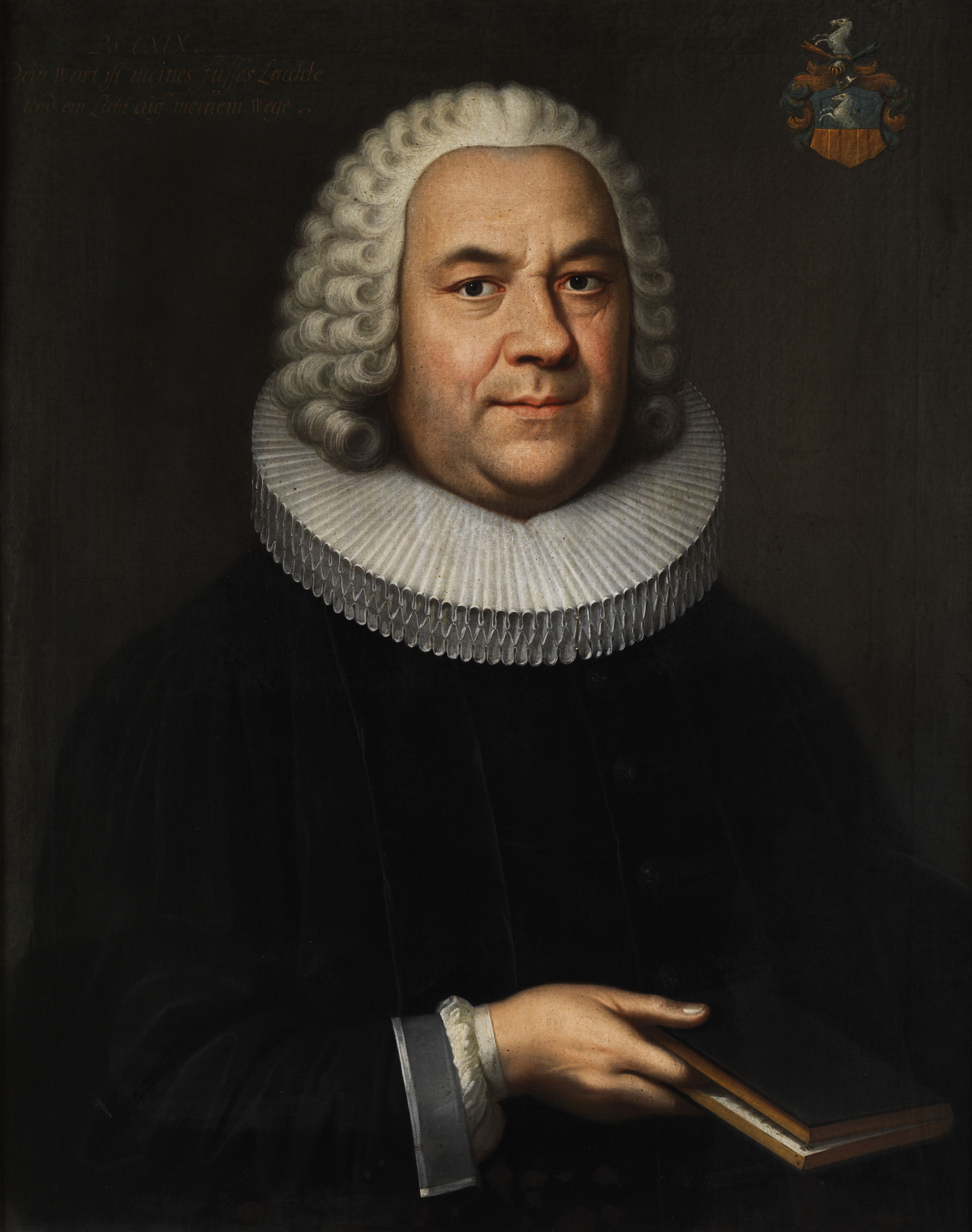
Jeremias Friedrich Reuß

Jeremias Friedrich Reuß (* 8. Dezember 1700 in Horrheim in Württemberg; † 6. März 1777 in Tübingen) war ein deutscher Theologe. Er war Vater des Altphilologen und Bibliothekars Jeremias David Reuß und des Mediziners Christian Friedrich Reuß.
Reuß war am Kloster Denkendorf ein Schüler von Johann Albrecht Bengel und studierte danach in Tübingen, wo er die Schriften neuerer katholischer Mystiker las und weiterhin mit Bengel in Kontakt stand. Auf eine Empfehlung von Nikolaus Ludwig von Zinzendorf hin wurde er 1732 Hofprediger beim dänischen König Christian VI. und Professor der Theologie in Kopenhagen. 1739/40 und 1748/49 amtierte er als Rektor der Universität. 
Am 24. Februar 1749 wurde er zum Generalsuperintendenten der Herzogtümer Schleswig und Holstein und Oberkonsistorialrat ernannt und übersiedelte nach Rendsburg. 1757 wurde er Professor (Professor theologiae primarius) an der Universität Tübingen, zugleich Kanzler der Universität, Propst der Stiftskirche Tübingen und Titularabt des Klosters Lorch.